# Zehuby
Vesnice Zehuby (dříve také Zehub, německy Sehub) je část obce Žleby v okrese Kutná Hora (Středočeský kraj) ležící asi dva kilometry jižně od obce. Vesnicí protéká Zehubský potok, který se v nedalekých Kamenných Mostech vlévá do říčky Hostačovky (přítok Doubravy). Na zdejším hřbitově je umístěna pamětní deska místním rodákům padlým v první světové válce. Na návsi stojí dřevěná zvonička a vedle ní kamenný krucifix s básní.

## Historie
První písemná zmínka o vesnici pochází z roku 1284.